# Passer (rivier)
De Passer (Italiaans: Passirio) is een rivier in het Italiaanse Zuid-Tirol. Zij is met een lengte van 42,6 kilometer een van de grootste zijrivieren van de Adige, waarin zij in Meran uitmondt. De rivier stroomt door het Passeiertal. Belangrijke zijrivieren van de Passeier zelf zijn de Pfelderer Bach, de Waltenbach en de Kalbenbach.
In de gemeente Tirol vormt de Passer een kleine waterval. De rivier is geliefd vanwege zijn mogelijkheden voor kanovaren en raften.
- Gemeinsame Normdatei: 4452984-3
- Virtual International Authority File: 235658059